# Sterilisationsbetreuer
Ein Sterilisationsbetreuer ist ein Betreuer, der vom Betreuungsgericht ausschließlich zur Entscheidung über die Sterilisation des Betroffenen bestellt wird. Wenn bereits ein anderer Betreuer zuvor bestellt war, muss dennoch für die Entscheidung über die Sterilisation des Betroffenen stets ein separater Betreuer gem. § 1817 Abs. 2 BGB bestellt werden.

## Neutrale Sichtweise
Dass dem bisherigen Betreuer die Entscheidung über eine Sterilisation, z. B. im Rahmen einer Erweiterung des Betreueraufgabenkreises nicht übertragen werden darf, wird damit begründet, dass der besondere Sterilisationsbetreuer eine neutralere Außensicht einnehmen kann. Meist sind für Betreute zuvor bereits ehrenamtliche Betreuer bestellt, oft Familienmitglieder, und insbesondere bei geistig behinderten Menschen oft deren Eltern (oder ein Elternteil), so dass sich die Betreuung quasi als Verlängerung der elterlichen Sorge über die Volljährigkeit hinaus darstellt.
Zum Sterilisationsbetreuer dürfen die Betreuungsbehörde oder ein Betreuungsverein gem. § 1818 Abs. 5 BGB ausdrücklich nicht bestellt werden. Allerdings bezieht sich das Verbot nicht auf den persönlich bestellten Vereinsbetreuer oder Behördenbetreuer (§ 1897 Abs. 2 BGB).

## Voraussetzungen der Sterilisationseinwilligung
Der Sterilisationsbetreuer hat bei seiner Entscheidung die besonders strengen Maßstäbe des § 1830 BGB zu beachten. Eine Sterilisation stellt einen besonders schweren Persönlichkeitseingriff dar, weil sie engstens mit der gesamten Zukunft des Betroffenen verbunden ist und seine Lebensgestaltung unwiderrufbar in einem sehr wichtigen Punkt festlegt.
Ein einwilligungsfähiger Betreuter (im Sinne des Strafrechtes, vgl. § 228 StGB) kann in seine Sterilisation nur selbst einwilligen, die fehlende Einwilligung ist nicht ersetzbar. Damit ein Betreuer darüber entscheiden kann, muss daher neben weiteren Voraussetzungen stets eine Einwilligungsunfähigkeit vorliegen.
Die Einwilligung setzt weiter voraus, dass die Einwilligungsunfähigkeit auf Dauer gegeben sein muss. Die Sterilisation darf nur in Übereinstimmung mit dem natürlichen Willen der betreuten Person erfolgen (bis 2022 reichte es nach dem damaligen § 1905 BGB aus, dass der natürliche Wille nicht entgegenstand).
Sie ist nachrangig gegenüber allen anderen Methoden der Empfängnisverhütung.
Es muss weiter anzunehmen sein, dass es zu einer Schwangerschaft (der Betreuten bzw. der Partnerin des Betreuten) kommen würde und diese Schwangerschaft oder die Folgen eine schwere körperliche oder seelische Gefährdung der Schwangeren erwarten lässt.

## Gerichtsverfahren
Die Einwilligung des Betreuers in die Sterilisation ist in einem separaten Betreuungsverfahren durch das Betreuungsgericht zu genehmigen (§ 297 FamFG). Hierzu sind neben persönlichen Anhörungen die Bestellung eines Verfahrenspflegers und mehrere Sachverständigengutachten erforderlich.
Im Jahre 2004 wurden in der Bundesrepublik Deutschland 187 Genehmigungsanträge nach dem damaligen § 1905 Abs. 2 BGB gestellt, davon wurden 154 bewilligt (Quelle: Bundesministerium der Justiz, Sondererhebung Verfahren nach dem Betreuungsgesetz).

## Vergütung
Ist der Sterilisationsbetreuer als Berufsbetreuer bestellt, hat er gem. § 6 Satz 1 VBVG einen Vergütungsanspruch für nachgewiesenen konkreten Zeitaufwand (bei akademischer Ausbildung gem. § 3 VBVG Stundensatz von 39,00 Euro zuzüglich Umsatzsteuer und Aufwendungsersatz). Die Vorschriften über die pauschalierte Betreuervergütung für Berufsbetreuer (§§ 4,5 VBVG) finden auf den Sterilisationsbetreuer keine Anwendung.